# U-Bahn-Station Taborstraße
Die unterirdische Station Taborstraße der U-Bahn-Linie U2 befindet sich seit 2008 im 2. Wiener Gemeindebezirk, der Leopoldstadt.

## Lage
Namensgeber der Station ist die älteste Straße der Leopoldstadt, die Taborstraße (vormals Kremser Straße, urkundlich seit 1406), die (als Teil einer seinerzeitigen Fernstraße Richtung Böhmen und Mähren) vom Donaukanal zum Nordbahnviertel verläuft und eine wichtige Verkehrs- und Geschäftsachse im Bezirk ist. Sie bildet u. a. bei der Station den östlichen Rand des Karmeliterviertels.
Die U2-Station Taborstraße liegt ungefähr in der Mitte dieser Achse. Sie erstreckt sich unter der Kreuzung Taborstraße / Obere Augartenstraße bis zur Novaragasse 8. Sie verfügt über zwei Seitenbahnsteige in zwei getrennten Tunnelröhren und wurde 2003 bis 2008 errichtet. Die Stationsröhren wurden in geschlossener Bauweise hergestellt, die Station in offener Bauweise (Deckelbauweise). In das Stationsbauwerk wurde eine Erdwärmeanlage installiert.
Die Station wurde am 10. Mai 2008 mit der Eröffnung des zweiten Teilstücks der U2 zwischen Schottenring und Stadion eröffnet. Aufgänge führen zur Taborstraße / Obere Augartenstraße sowie zur Novaragasse. Das Objekt Novaragasse 8 befindet sich im Eigentum der Wiener Linien und wurde von diesen als Wohnhaus mit integriertem U‑Bahn-Eingang erbaut.

## Umgebung
In der Nähe der Station befinden sich der Augarten und kulturelle Institutionen wie das Hauptgebäude der Wiener Sängerknaben, das MuTh, das Filmarchiv Austria, die Porzellanmanufaktur Augarten, das Ambrosimuseum und Augarten Contemporary sowie das Wiener Kriminalmuseum.

## Weitere öffentliche Verkehrsmittel
Die Straßenbahnlinie 21, die früher auf der Taborstraße verkehrte, wurde im Zuge der Verlängerung der U2 zum Stadion aufgelassen. Heute verkehren hier die das Stadtzentrum anbindende Linie 2 und die Buslinie 5B.

## Ausgestaltung
Die Brandrauchentlüftungsanlage am östlichen Rand des Hauses Novaragasse 8 wurde 2008 von der Künstlerin Ingeborg Strobl mit pflanzlichen Motiven verziert. Das Bild besteht aus 56 Emailplatten mit einer Gesamthöhe von 26 Meter und einer Gesamtbreite von 4,5 Meter. Die floralen Motive erinnern an Holzstiche aus dem 19. Jahrhundert. Sie erinnern einerseits an die früheren Namen der Novaragasse (die 1797–1812 Gartengasse und 1812–1862 Gärtnergasse hieß), andererseits an die naturwissenschaftliche österreichische Novara-Expedition (1857–1859).

## Bilder

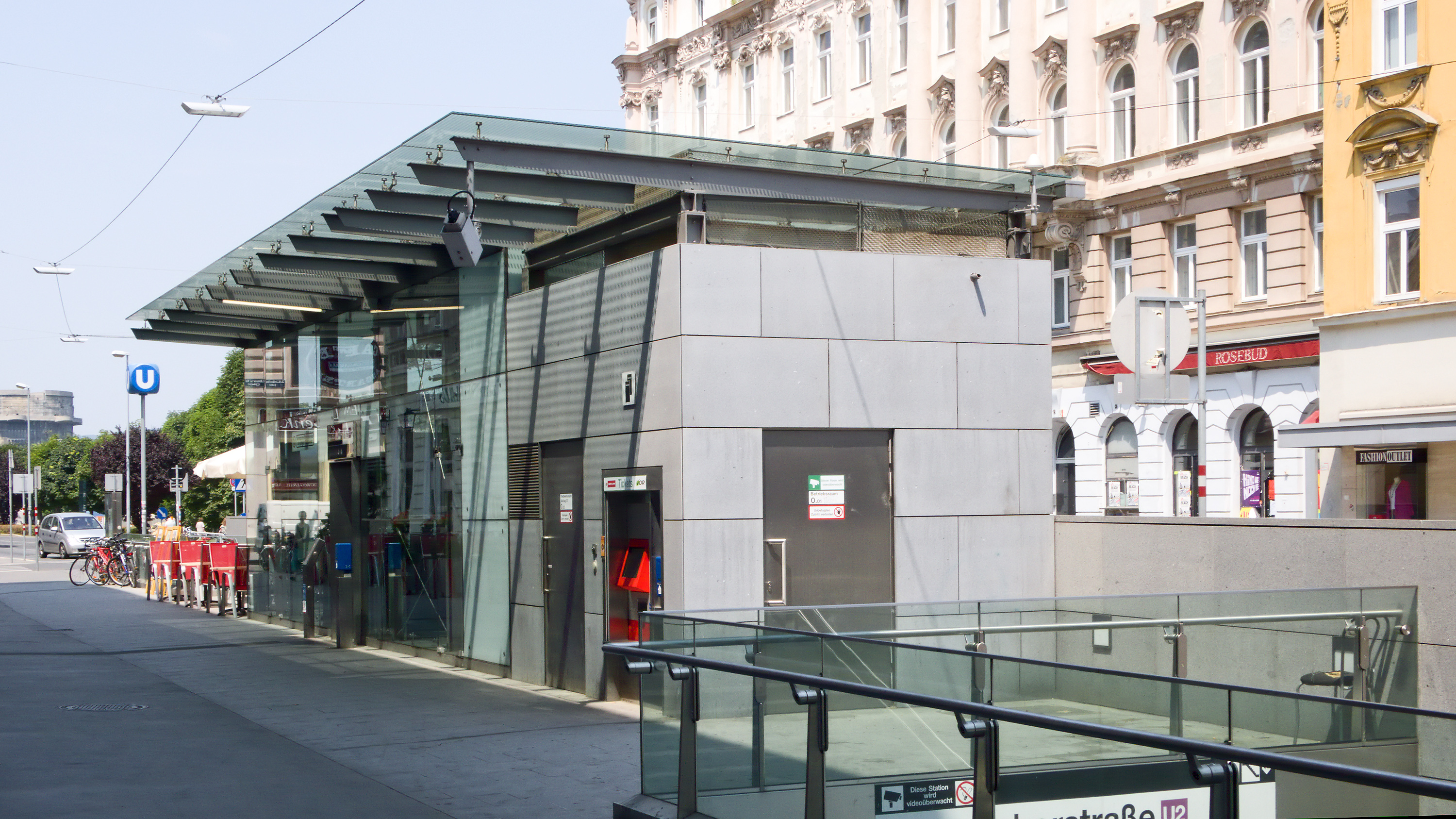
Aufnahmsgebäude in der Oberen Augartenstraße, Ecke Taborstraße
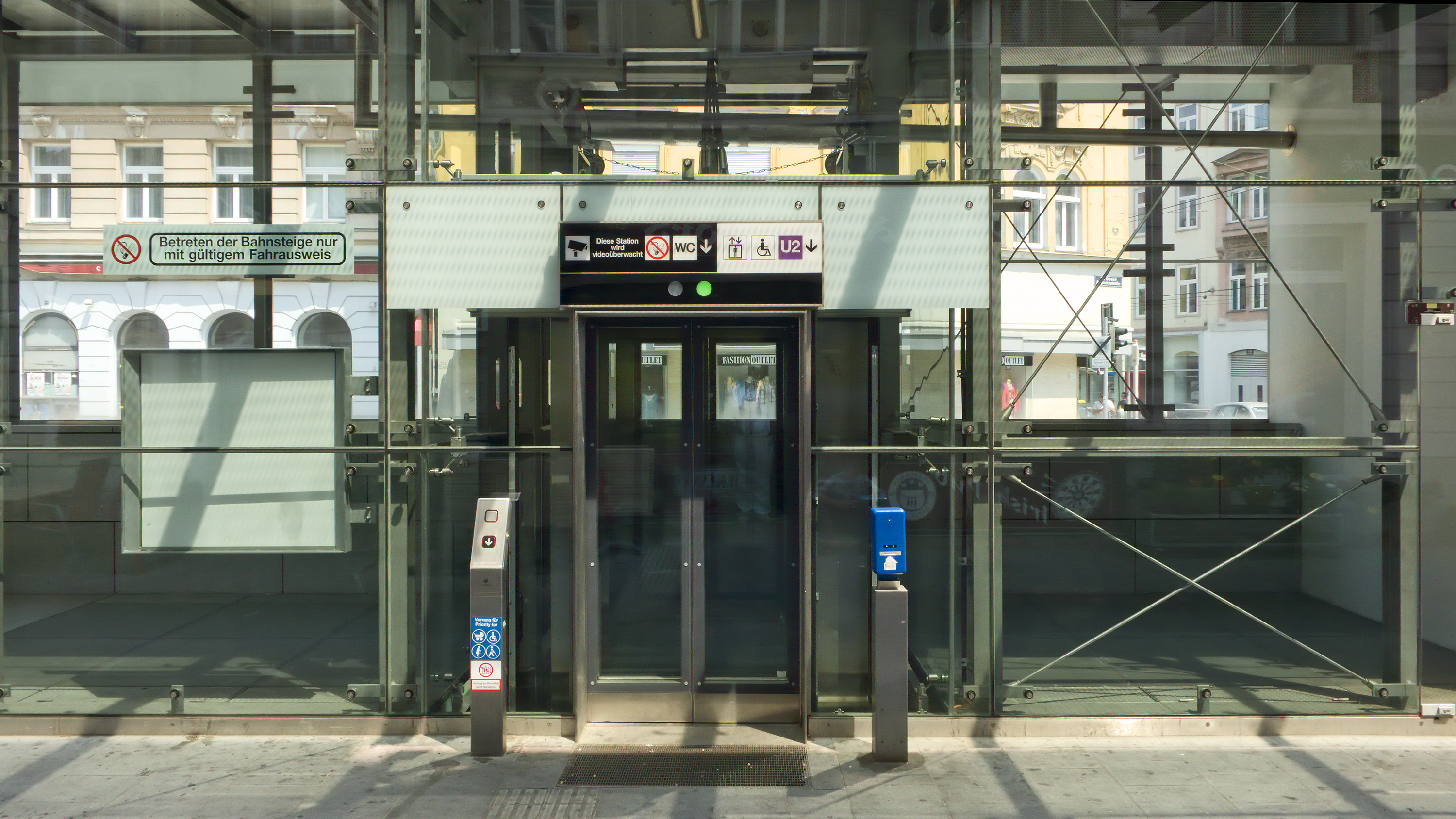
Aufnahmsgebäude in der Oberen Augartenstraße, Ecke Taborstraße
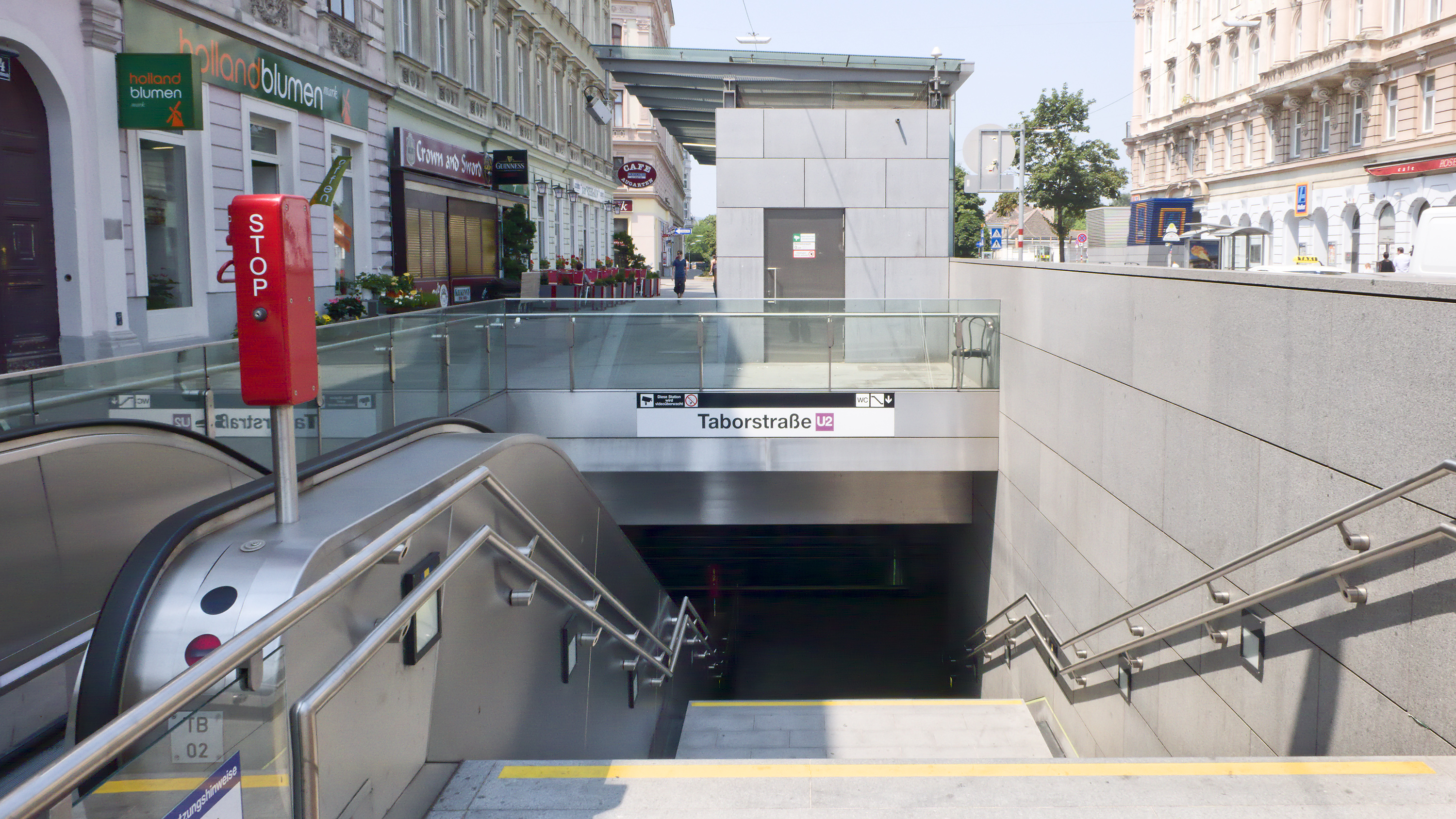
Abgang aus Richtung Taborstraße
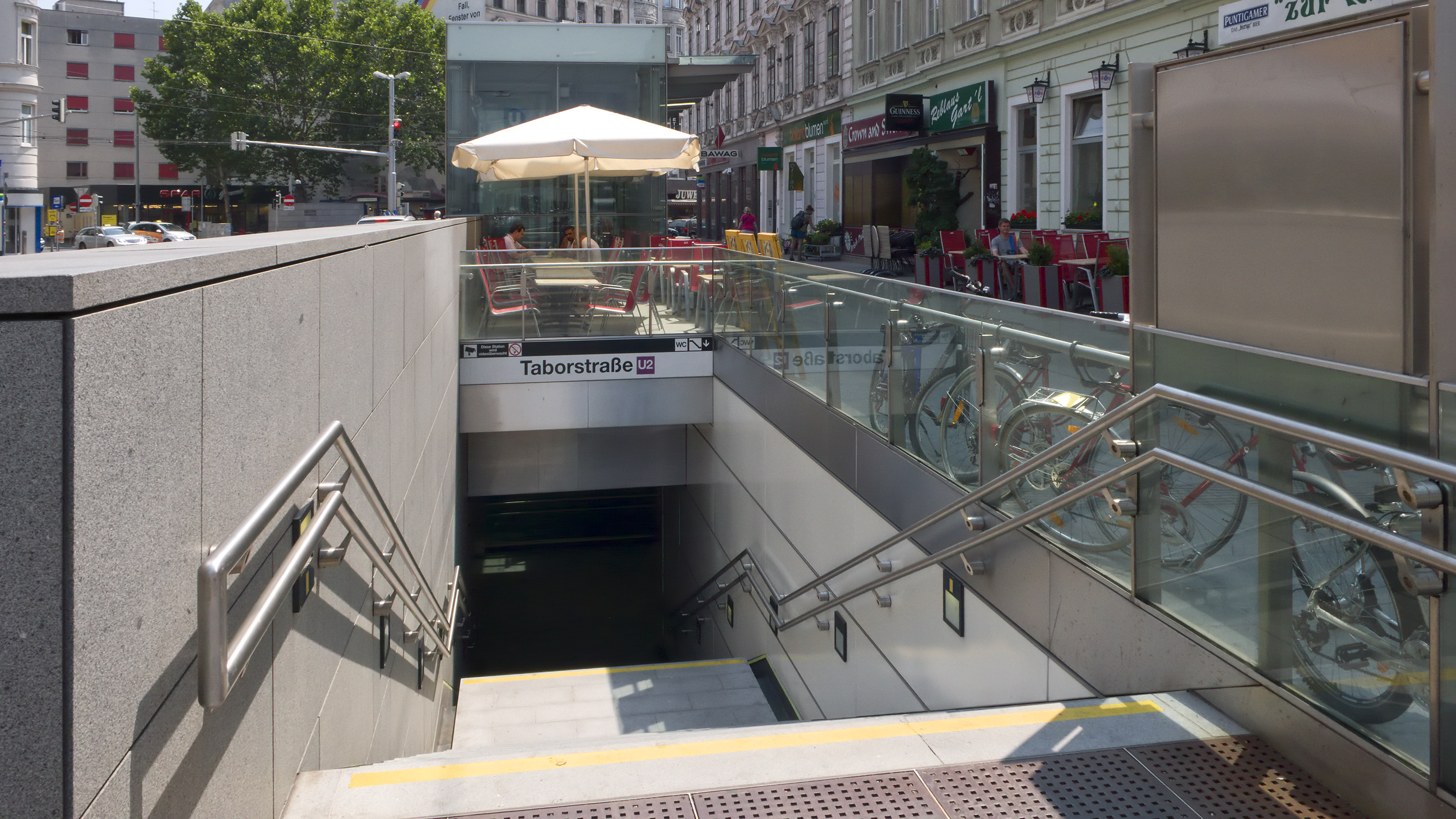
Abgang aus Richtung Augarten
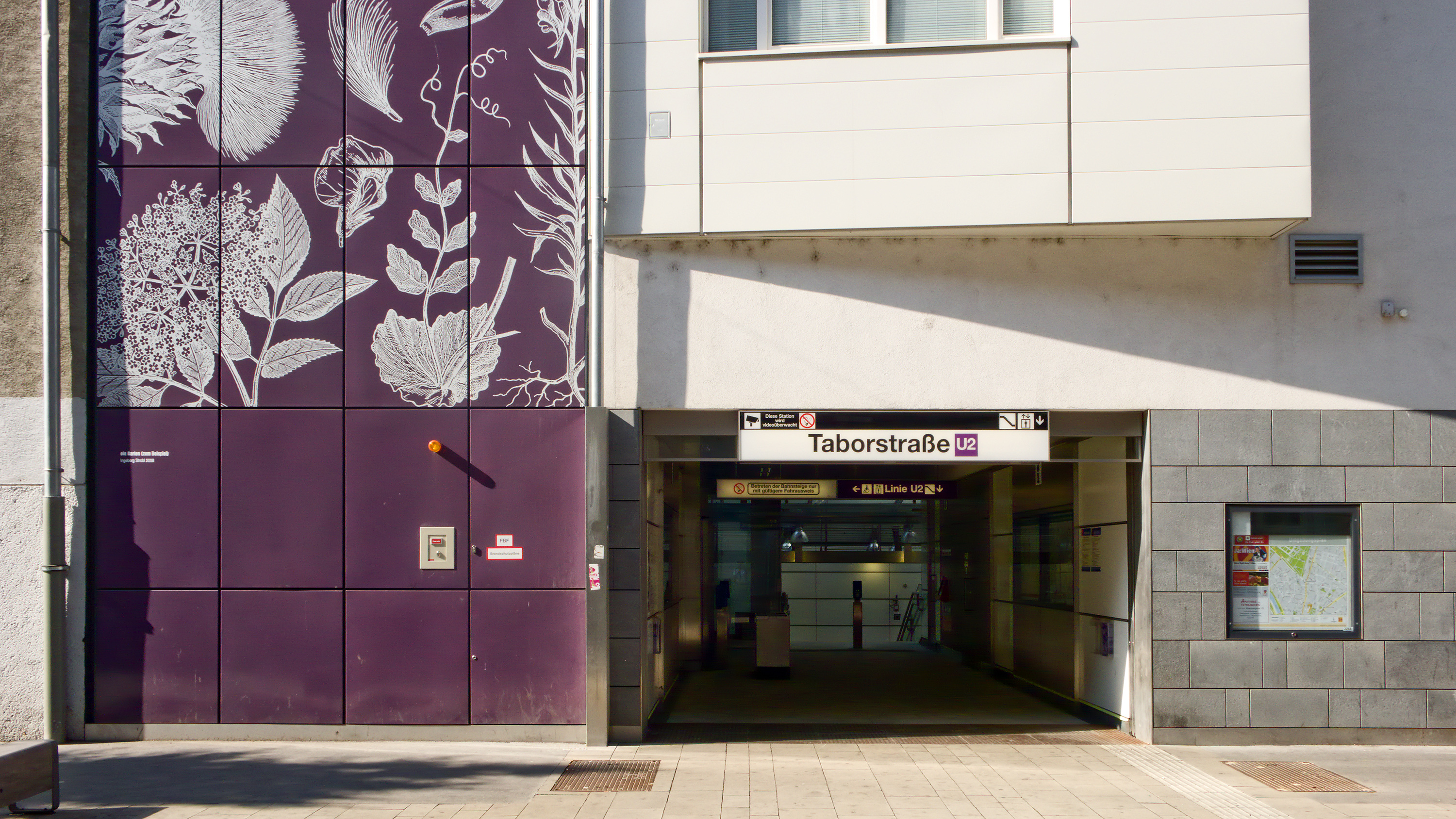
Eingang Novaragasse
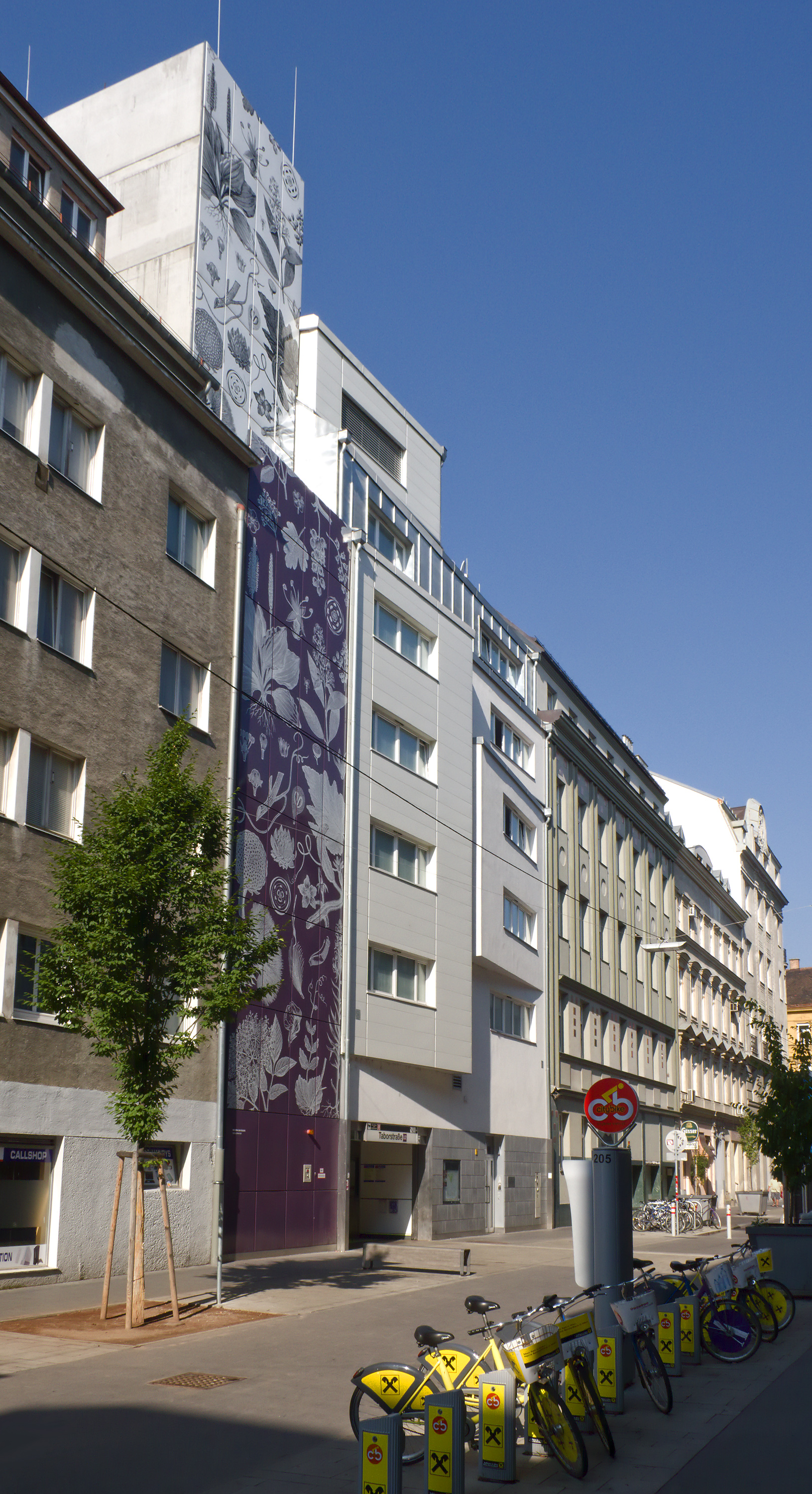
Novaragasse 8 mit Brandrauchanlage
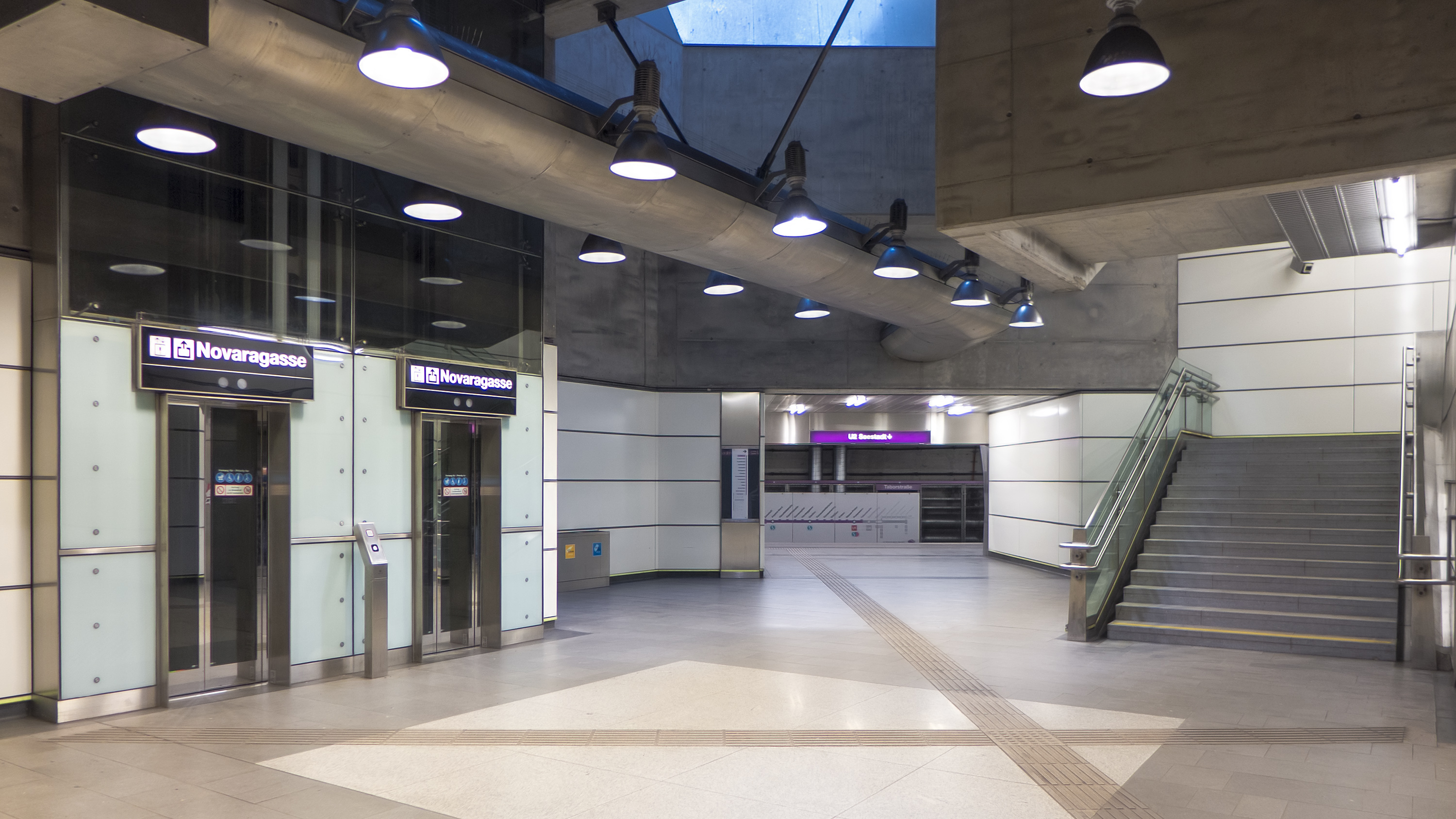
In der Station
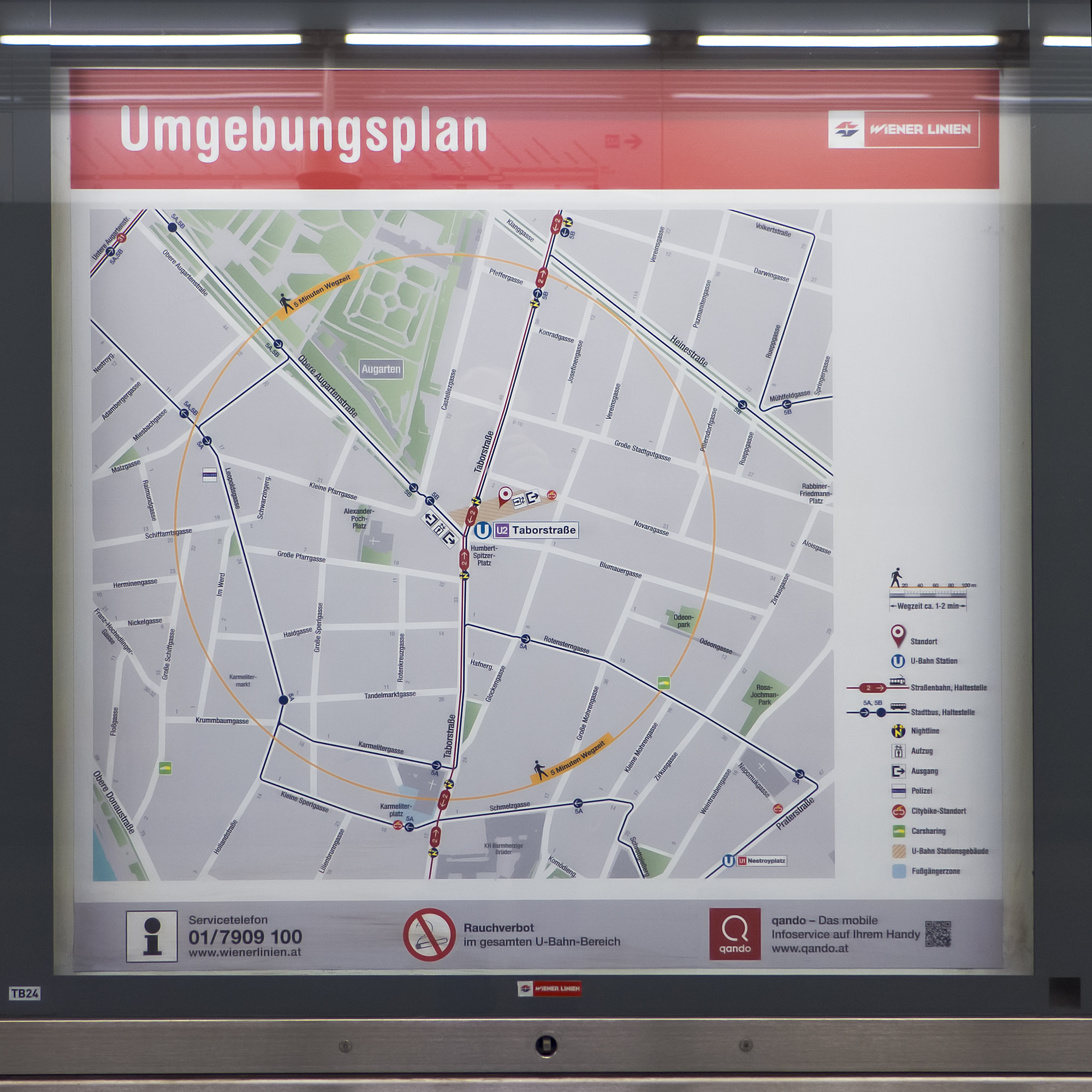
Umgebungsplan